# Google Travel
Google Travel（Google Tripsとも）は、ウェブ専用にGoogleが開発した旅行計画サービスである。当初は、2016年9月19日にAndroidとiOS用にモバイルアプリケーションとして売り出されたのだが、2019年8月5日に閉鎖された。外観はGoogle FlightsとGoogle Hotel Searchも含むGoogle Travelの公式サイトだった。

## 歴史
2016年9月19日、Google TravelのモバイルアプリケーションはAndroidとiOS用に売り出された。2019年5月、Googleは旅行計画のためのデスクトップ機能の提供やGoogle マップ内部の幾つかの旅行計画の特徴の統一化を発表した。同年6月、Googleは2019年8月5日までにGoogle Tripsのサポートを終了すると発表した。代わりに、利用者は旅行プランの公式サイトである新たなGoogle Travelを利用することができた。

## 特性
モバイルアプリケーションを利用するためには、Google アカウントが必要とされた。Google Travelは、例えば日帰り、予約、アクティビティなどの様々なプランにおける利用者の行き先についての具体的な案内がついた今後の旅行計画を立てることを利用者に許可している。廃止されたアプリケーションは200以上の主要都市に対する日帰り旅行の完全版とともに開始された。またモバイルアプリケーションでは、利用者のGmailからのEメールに基づく旅行のための航空便、ホテル、車、およびレストランの予約などの検索も円滑に進めることができる。